# Hans-Friedrich Weiß
Hans-Friedrich Weiß (* 2. Oktober 1929 in Colditz (Sachsen); † 30. Juni 2016 in Rostock) war ein evangelischer Theologe, Religionswissenschaftler und Hochschullehrer. Zu seinen Forschungsschwerpunkten zählten Judaistik und spätantike Religionsgeschichte und der Beziehung des Frühchristentums mit der Gnosis.

## Leben und Wirken
Im Jahre 1948, während der Zuspitzung der alliierten Gegensätze in der deutschen Frage im Ende des Zweiten Weltkrieges absolvierte Weiß in Jena sein Abitur. Es folgte hiernach von 1949 bis 1953 ein Studium der Theologie, an der Universität zu Jena, das er mit dem Theologisches Examen beendete. Von 1955 bis 1957 war er als Bibliothekar an der Theologischen Fakultät, der Universität Jena tätig. Dann wandte er sich der wissenschaftlichen Theologie zu. Nach seiner Promotion im Jahre 1957 zum Doctor theologiae übernahm er im Jahre 1957 als wissenschaftlicher Assistent Aufgaben in Forschung und Lehre, eine Funktion, die er bis 1965 innehatte. Im Jahre 1962 wurde Weiß zum Doctor theologiae habilitatus habilitiert und erhielt damit seine venia legendi für Vorlesungen über das Neue Testament.
Ab 1963 war er als Oberassistent im Fachbereich Altes Testament und Judaistik an der gleichen Hochschule tätig.
Von 1965 bis 1972 lehrte er als Dozent für Neues Testament an der Theologischen Fakultät Jena und erhielt im Jahre 1972 einen Ruf an die Universität Rostock, wo Weiß bis zum Jahre 1995 als Professor für Neues Testament lehrte.
An der Universität Rostock war Weiß von 1991 bis 1994 Dekan. Weiter Funktionen waren von 1975 bis 1981 Vorsitzender der Theologischen Kommission der evangelisch-lutherischen Synode in Mecklenburg und seit 1974 Mitglied der Studiorum Novi Testamenti Societas, seit 1994 bis 2007 war er Mitglied der Joachim-Jungius-Gesellschaft.
Er erhielt in seinem späteren Leben Ehrungen, so wurde er 1997 zum Ehrendoktor Dr. theol. h. c., der Universität Kopenhagen (Dänemark) ernannt und im Jahre 2002 erhielt er das Bundesverdienstkreuz.

## Publikationen (Auswahl)
- Frühes Christentum und Gnosis. Eine rezeptionsgeschichtliche Studie. (= Wissenschaftliche Untersuchungen zum Neuen Testament, Band 225) 1. Auflage. Mohr Siebeck, Tübingen 2010, ISBN 978-3-16-151514-9.
- Untersuchungen zur Kosmologie des hellenistischen und palästinischen Judentums. Berlin 1966 (Habilitationsschrift).
- Kerygma und Geschichte. Erwägungen zur Frage nach Jesus im Rahmen der Theologie des Neuen Testaments. Berlin 1983.
- Der Brief an die Hebräer: Meyers Kritisch-exegetischer Kommentar über das Neue Testament. Göttingen 1991.